# کتابخانه روبکا
Rubka
روبکا (به انگلیسی: rubka، به کردی: روبکا) یک کتابخانهٔ پیشرفته برای توسعه ربات‌ها و تعامل هوشمند با پیام‌رسان ایرانی روبیکا است. این کتابخانه توسط مهدی احمدی طراحی و با معماری آسنکرون (Asynchronous) و Event-driven ساخته شده تا پردازش همزمان میلیون‌ها رویداد بدون افت کارایی ممکن شود. Rubka امکان توسعه ربات‌های خدماتی، فروشگاهی، آموزشی و سرگرمی با مدیریت پیشرفته کاربران و گروه‌ها را فراهم می‌کند.

## تاریخچه
Rubka توسط مهدی احمدی و تیمی از توسعه‌دهندگان مستقل در حوزه رباتیک ایجاد شد. هدف اصلی، ساده‌سازی تعامل با API روبیکا، مدیریت همزمان رویدادها و فراهم کردن محیطی قابل توسعه برای ربات‌های حرفه‌ای بود.  
- نسخه اولیه: ۲۰ ژوئیه ۲۰۲۵

با گذر زمان، قابلیت‌های مدیریت پیام‌ها، Inline Queryها و تعاملات چندکاربره در Rubka بهبود یافته است.

## معماری
Rubka مبتنی بر Event-driven و آسنکرون است و با استفاده از async/await، پردازش Non-blocking رویدادها را ممکن می‌سازد. اجزای اصلی شامل:
- مدیریت پیام‌ها: Contextهای تخصصی برای پیام‌های متنی، رسانه‌ای و Inline با استخراج Metadata و پاسخ‌دهی همزمان.
- سیستم دکوراتورها و Event Handlers: ثبت Callbackها، Commandها و Inline Queryها به صورت Thread-safe و مقیاس‌پذیر.
- وبهوک و WebSocket: دریافت به‌روزرسانی‌ها با کمترین تأخیر و بالاترین پایداری.
- Job Scheduler و تایمرها: اجرای وظایف دوره‌ای و زمان‌بندی شده بدون تأثیر بر عملکرد اصلی ربات.
- مدیریت کاربران و گروه‌ها: Context جداگانه برای هر کاربر و گروه با قوانین و محدودیت‌های اختصاصی.
- سیستم کیپد و دکمه‌های شیشه‌ای: مدیریت پاسخ‌ها با شناسه منحصر به فرد، پشتیبانی از Inline و ChatKeypadها.

## ویژگی‌ها
- پشتیبانی کامل آسنکرون و Non-blocking Tasks
- مدیریت بهینه حافظه و منابع
- مقیاس‌پذیری بالا برای میلیون‌ها پیام همزمان
- سیستم پیشرفته مدیریت خطا، Retry خودکار و Logging حرفه‌ای
- انعطاف‌پذیری API برای افزودن ماژول‌ها و پلاگین‌ها
- سازگاری با نسخه‌های مختلف API روبیکا
- ابزارهای دیباگ و مانیتورینگ حرفه‌ای

## نمونه کد
نسخهٔ کامل و مثال‌های کاربردی در [پایپی Rubka](https://pypi.org/project/Rubka) موجود است.

## کاربردها
- ربات‌های خدماتی، آموزشی و فروشگاهی با مدیریت پیشرفته کاربران
- ربات‌های اطلاع‌رسان با پردازش همزمان میلیون‌ها کاربر
- بازی‌ها و سرگرمی‌های تعاملی پیچیده
- مدیریت گروه‌ها و کانال‌ها با قوانین اختصاصی
- خودکارسازی عملیات و زمان‌بندی پیشرفته
- سیستم‌های هوشمند پاسخ‌دهی و تحلیل رفتار کاربران

## اهمیت
Rubka با ترکیب معماری آسنکرون، مدیریت منابع بهینه و سیستم دکوراتور پیشرفته، ابزاری قدرتمند برای توسعه ربات‌های روبیکا است. توسعه‌دهندگان می‌توانند ربات‌هایی بسازند که همزمان هزاران کاربر را مدیریت کنند، دکمه‌ها و پیام‌ها را کنترل کنند و وظایف زمان‌بندی شده اجرا کنند. همچنین Rubka امکان توسعه ربات‌های بزرگ و صنعتی با ساختار پایدار را فراهم می‌کند.